# Witold Piasecki
Witold Piasecki (ur. 18 września 1896 w Serocku, zm. wiosną 1940 w Charkowie) – kapitan intendent Wojska Polskiego, ofiara zbrodni katyńskiej.

## Życiorys
Urodził się 18 września 1896 w Serocku, w rodzinie Kazimierza i Leokadii z Kuklińskich. W 1918 wstąpił do Wojska Polskiego i został przydzielony do Legii Akademickiej w Warszawie. Od 20 listopada 1918 do 14 czerwca 1919 był uczniem klasy „H” Szkoły Podchorążych w Warszawie. W 1919 został mianowany podporucznikiem. W czasie wojny z bolszewikami walczył w szeregach 36 pułku piechoty. 
Później został przeniesiony do 38 pułku piechoty w Przemyślu. 3 maja 1922 został zweryfikowany w stopniu podporucznika ze starszeństwem od 1 lipca 1919 i 672. lokatą w korpusie oficerów piechoty. 12 lutego 1923 prezydent RP awansował go z dniem 1 stycznia 1923 na porucznika ze starszeństwem z 1 grudnia 1920 i 38. lokatą w korpusie oficerów piechoty. Z dniem 8 stycznia 1925 został przeniesiony z 38 pp do Korpusu Ochrony Pogranicza. Służył w 11 batalionie granicznym w Mizoczu i 14 batalionie granicznym w Borszczowie. Z dniem 5 stycznia 1931 został powołany z KOP do Wyższej Szkoły Wojennej w Warszawie, w charakterze słuchacza dwuletniego Kursu 1930/32. Ukończył kurs, lecz nie otrzymał dyplomu naukowego oficera dyplomowanego. Z dniem 3 listopada 1932 został powołany na Kurs intendentów w Wyższej Szkole Wojennej 1932/34. Z dniem 1 listopada 1934, po ukończeniu kursu i otrzymaniu tytułu naukowego oficera intendenta dyplomowanego, został przeniesiony z korpusu oficerów piechoty do korpusu oficerów intendentów z równoczesnym przeniesieniem do Szefostwa Intendentury Okręgu Korpusu Nr VIII w Toruniu. 27 czerwca 1935 prezydent RP nadał mu stopień kapitana z dniem 1 stycznia 1935 i 19. lokatą w korpusie oficerów intendentów. W marcu 1939 pełnił służbę w Szefostwie Intendentury KOP w Warszawie na stanowisku kierownika referatu budżetowego.
W nieznanych okolicznościach, po agresji ZSRR na Polskę, dostał się do niewoli sowieckiej i został osadzony w obozie w Starobielsku. Wiosną 1940 został zamordowany przez funkcjonariuszy NKWD w Charkowie i pogrzebany w bezimiennej, zbiorowej mogile w Piatichatkach, gdzie od 17 czerwca 2000 mieści się oficjalnie Cmentarz Ofiar Totalitaryzmu w Charkowie. Figuruje na tzw. liście Gajdideja (poz. 2572).
5 października 2007 minister obrony narodowej Aleksander Szczygło mianował go pośmiertnie na stopień majora. Awans został ogłoszony 9 listopada 2007 w Warszawie, w trakcie uroczystości „Katyń Pamiętamy – Uczcijmy Pamięć Bohaterów”.

## Ordery i odznaczenia
- Krzyż Walecznych dwukrotnie[23][17]
- Srebrny Krzyż Zasługi – 29 października 1926 „za zasługi położone około zabezpieczenia granic Państwa”[24][25]
- Medal Pamiątkowy za Wojnę 1918–1921[1]
- Medal Dziesięciolecia Odzyskanej Niepodległości[1]

21 czerwca 1938 Komitet Krzyża i Medalu Niepodległości odrzucił wniosek o nadanie mu tego odznaczenia